# Комаровский (Туркменистан)
Комаровский - посёлок в Ахалской области Туркменистана, на реке Кельтечинар примерно в 25 км к юго-востоку от города Ашхабад. Находится в горах Копетдага в небольшой долине, образованной рекой.

## История
Основан в 1894 году переселенцами из Тамбовской, Самарской и Пензенской губерний.
Назван вероятней всего в честь генерала Комарова А.В.. В 1910 году население составляло 42 человека.
В советское время располагалась погранзастава.